# Новоозёрное (Алтайский край)
Новоозёрное (Обухово) — село в Кытмановском районе Алтайского края России. Входит в Тягунский сельсовет.

## География
Расположен на северо-востоке края, в пределах Бийско-Чумышской возвышенности.
уличная сеть
- Улица Молодёжная
- Улица Набережная
- Улица Степная
- Улица Центральная

Климат
континентальный. Средняя температура января −19,2°С, июля +18°С. Годовое количество атмосферных осадков — 437 мм.

## Население
| 1926 | 1997 | 1998 | 1999 | 2000 | 2001 | 2002 | 2003 | 2004 |
| ---- | ---- | ---- | ---- | ---- | ---- | ---- | ---- | ---- |
| 642  | ↘306 | →306 | ↗311 | ↘293 | ↘281 | ↘253 | ↗256 | ↘254 |
| 2005 | 2006 | 2007 | 2008 | 2009 | 2010 | 2011 | 2012 | 2013 |
| ↘221 | ↗223 | ↘191 | ↗198 | ↗208 | ↘192 | →192 | ↗196 | ↘184 |

Национальный состав
Согласно результатам переписи 2002 года, в национальной структуре населения русские составляли 94 % из 257 чел.

## Инфраструктура
Медучреждение, отделение Почты России, отделение компании Ростелеком.
- Новоозернинская общеобразовательная школа
- Сельский дом культуры

## Транспорт
Новодуплинка доступна автомобильным транспортом.
Подходит автодорога межмуниципального значения «Тягун — Новоозерное — Новодуплинка» (идентификационный номер 01 ОП МЗ 01Н-2506).